# 扎博洛特內 (蘇梅州)
51°48′16″N 33°16′35″E / 51.80444°N 33.27639°E
扎博洛特內（烏克蘭語：Заболотне）是位於烏克蘭東北部的村莊，由蘇梅州紹斯特卡區的紹斯特卡市鎮負責管轄。該村距離克利什基和索洛特維內1.5公里，海拔高度134米，2001年人口77。